# Pélagie d'Antioche
Pour les articles homonymes, voir Pélagie d'Antioche (homonymie).
Pélagie d'Antioche, également appelée Pélagie la Pénitente et Pélagie la Prostituée, est une sainte chrétienne censée avoir vécu au Ve siècle. Actrice de mime et courtisane à Antioche, elle se serait repentie de sa vie dissolue et aurait pris des vêtements masculins pour vivre en ermite sur le mont des Oliviers à l'est de Jérusalem. À sa mort, les autres moines, qui l'appelaient frère Pélage, découvrent qu'elle était en réalité une femme.
Sa fête est célébrée le 8 octobre ; elle était confondue à l'origine avec les fêtes des saintes Pélagie la Vierge et Pélagie de Tarse.
Pélagie d'Antioche intéresse aujourd'hui les historiens comme sainte prostituée et travestie, au même titre que d'autres saintes comme Marie l'Égyptienne, Thaïs, etc.

## Légende

### Récit
Pélagie aurait vécu à Antioche  (actuelle Antakya au sud de la Turquie non loin de la frontière syrienne), qui était alors un centre important de la chrétienté orientale.
Le premier texte consacré à Pélagie d'Antioche est attribué à Jacques le Diacre, contemporain de Pélagie, qu'il dit avoir rencontrée, ; il s'agit de La Vie de sainte Pélagie la prostituée. Jacques le diacre déclare que Pélagie était une prostituée célèbre à Antioche et la « première actrice ». Sainte Pélagie apparaît ensuite dans la Légende dorée du XIIIe siècle ; selon ce récit elle était d'une grand beauté, ornée de bijoux, toujours accompagnée d'une foule de jeunes hommes fortunés. Parfumée et « tête nue impudique », les contours de son corps étaient « clairement visibles » sous son tissu d'or, ses perles et ses pierres précieuses, qui couraient de ses épaules nues à ses pieds,. Selon la Légende dorée, elle était surnommée Marguerite (du latin margarita, « perle », soit à cause de sa grande beauté, d'où son surnom de la « perle d'Antioche », soit parce qu'elle était toujours couverte de perles) et s'était engagée dans une troupe de comédiennes à Antioche,,.

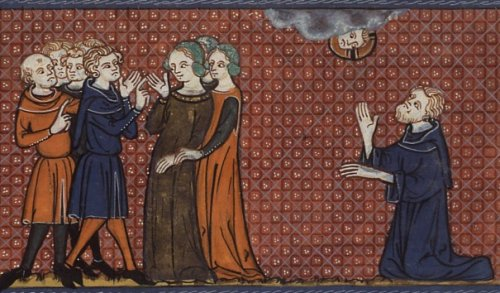
Pélagie en femme séduisante entourée de ses admirateurs ; à droite l'évêque Nonnos en position de prière.

Elle rencontre l'évêque Nonnus qui la « convertit ». Elle abjure alors sa vie passée, donne ses biens aux pauvres et, sous un habit de  moine, part pour Jérusalem. Elle se construit une cellule  sur le mont des Oliviers, où elle demeurera jusqu'à sa mort.
Là, elle est nommée frère Pélage (Pelagius). Vêtu d'un habit d’ermite ou selon une autre version d'un manteau de poils, frère Pélage rachète par ses pénitences sa vie passée, « il accueille les pèlerins, prie ». L'ascèse et la pénitence le font maigrir au point que Jacques, diacre de l'évêque Nonnus, lui rendant visite, ne reconnaît pas dans l'ermite Pélagie d'Antioche.
C'est après sa mort seulement, quand les moines veulent l'enterrer, que le sexe féminin du frère Pélage est révélé.

### Textes anciens
La Vie de sainte Pélagie la prostituée de Jacques le diacre a été écrit en grec au Ve siècle et traduit en latin par Eustochius sous le titre de Vita S. Pelugiae Meretricis Antiochiae. Cette version latine est reproduite par Surius, dans son De Probatis Sanctorum Vitis, ad diet VIII. Octbr. L'auteur, Jacques le diacre, était probablement diacre de l'église d'Héliopolis (aujourd'hui Baalbek ), mais selon Pagi et Assemani il exerçait à Edesse (en Mésopotamie). Le nom latin de Jacques est Jacobus Diaconus.
Les récits paléochrétiens comme celui de Jacques le diacre ont été repris et transformés dans des versions en langues vernaculaires. En français on compte quatorze vies de Pélagie d'Antioche. Elles sont réunies dans un volume intitulé Pélagie la Pénitente : Métamorphoses d’une légende (1984).
Il ne faut pas confondre la Pélagie d'Antioche de Jacques le diacre et celle mentionnée par saint Ambroise, et dans deux sermons de Jean Chrysostome, qui était une vierge d'Antioche martyrisée à cause de son refus d'offrir un sacrifice païen pendant la persécution de Dioclétien. Jean Chrysostome, au vers 390 du sermon 390, mentionne une actrice et prostituée anonyme (mais apparemment célèbre) « d'une ville méchante de Phénicie » (peut-être Héliopolis) qui a séduit « le frère de l'impératrice » mais s'est convertie « de nos jours ».

## Analyses

### Une  sainte prostituée
La sainte prostituée est une figure populaire selon plusieurs spécialistes. « Jusqu'au Moyen Âge, explique l'historienne Juliette Vuille, il était possible  dans une même vie d’être vierge, pécheresse, sage et prédicatrice, voire un peu animale (comme Marie d’Égypte après 47 ans seule dans le désert), ou même de franchir les frontières du genre, telle Pélagie d’Antioche travestie en homme ». « C’est plutôt la Réforme au XVIe siècle qui a assombri la perspective des femmes », affirme Juliette Vuille.

### Le travestissement
Des récits médiévaux évoquant Pélagie d'Antioche « passent d’un coup du pronom « elle » au « il » », souligne Juliette Vuille. Le fait d'attribuer un sexe différent à une personne dans un même texte ne gênait pas le public du IXe siècle. Au Moyen Âge, les vies des saintes travesties, fort nombreuses, constituaient un genre familier.
Pélagie est présentée comme un moine et un eunuque aux pouvoirs thaumaturges. Arnaud d'Andilly parle de Pélagie comme d'un « Solitaire Eunuque ». Dans certaines versions de la légende, c'est elle qui s'est fait appelée Pélage. Dans d'autres ce sont les habitants qui lui donnent ce nom, la prenant pour un homme. Selon Frédérique Villemure, « il suffisait qu’elle bénisse comme un homme pour être ainsi identifiée ».
Les auteurs de récits hagiographiques qui racontent la vie de Pélagie d'Antioche ne marquent aucune réprobation concernant le travestissement masculin du personnage. Pourtant, rappelle l'historienne Joanna Augustyn, « le travestissement est interdit par la Bible dans le texte du Deutéronome (22:5). De plus, rejeter le statut donné par Dieu était une transgression illégitime ». Cette absence de jugement moral s'explique par le fait que le but poursuivi par Pélagie d'Antioche était considéré comme « louable ». Ainsi l'habit de moine que prend Pélagie d'Antioche « concrétise la virilité d’une vertu toute chrétienne ».
Parmi les autres saintes travesties on compte notamment Théodora d'Alexandrie, Marin-Marine, Eugène-Eugénie, Marguerite-Pelagius (homonyme de Pélagie d'Antioche, surnommée Marguerite), Euphrosyne d'Alexandrie-Esmarade et Dieudonnée (mère d'un personnage légendaire, Jean Bouche d'Or, figurant dans un récit des XIIe et XIIIe siècles,) qui se déguisent en moines et ermites afin de préserver leur chasteté. Marin-Marine, l'équivalent latin de Pélagie d'Antioche, a endossé enfant des habits de garçon qu'il a gardé ensuite sa vie durant, pour vivre dans un couvent avec son père qui souhaitait s'y retirer après la mort de son épouse,. Certains aspects de leurs histoires étaient apparemment combinés avec des récits apocryphes concernant Marie-Madeleine, des récits bibliques sur le roi Salomon, la reine de Saba, Jésus et diverses femmes dans le Nouveau Testament.

## Dans la peinture
Philippe de Champaigne représente Pélagie méditant vêtue d'un habit de moine dans Paysage avec Sainte Pélagie se retirant dans la solitude (1656, Landesmuseum, Cologne). Il s'est inspiré d'une version contemporaine de la légende, celle de l'ouvrage de 1647 de Robert Arnauld d'Andilly intitulé Vies des Sains Pères des déserts.
L'église de Sainte Pélagie Apano Vianos du XIVe siècle, en Crète, comprend trois tableaux représentant trois saintes Pélagie distinctes, dont Pélagie d'Antioche la Pénitente. Le peintre choisit d'évoquer le moment de la visite du diacre Jacques au frère Pélage.